# Madgaon
Madgaon är en ort i Indien.   Den ligger i distriktet South Goa och delstaten Goa, i den sydvästra delen av landet, 1 500 km söder om huvudstaden New Delhi. Madgaon ligger 22 meter över havet och antalet invånare är 86 818.
Terrängen runt Madgaon är huvudsakligen platt, men åt sydost är den kuperad. Havet är nära Madgaon västerut. Runt Madgaon är det tätbefolkat, med 331 invånare per kvadratkilometer. Madgaon är det största samhället i trakten. I omgivningarna runt Madgaon växer huvudsakligen savannskog.